# Čižovka Arena
Čižovka Arena (blr. Чыжоўка-Арэна; rus. Чижовка-Арена), višenamenska je arena u glavnom gradu Bjelorusije- Minsku. Namijenjena je uglavnom za koncerte i za utakmice hokeja na ledu.
Gradnja Arene započela je u lipnju 2009. godine, a svečano otvaranje dogodilo se 25. prosinca 2013. godine. Kapacitet velike dvorane za hokejaške utakmice je 9,614 sjedećih mjesta.
Od otvaranja u ovoj dvorani svoje utakmice igra hokejaški klub Junost iz Minska. Arena Čižovka je bila jedan od dva domaćina hokejaškog Svjetskog prvenstva 2014., kada je Bjelorusija bila domaćin.